# (35569) 1998 GN9
1998 GN9 (asteroide 35569) é um asteroide da cintura principal. Possui uma excentricidade de 0.10889200 e uma inclinação de 15.82609º.
Este asteroide foi descoberto no dia 2 de abril de 1998 por LINEAR em Socorro.